# Адоскин, Анатолий Михайлович
Анатолий Михайлович Адоскин (23 ноября 1927, Москва, СССР — 20 марта 2019, там же, Россия) — советский и российский актёр театра и кино. Народный артист Российской Федерации (1996).

## Биография
Анатолий Михайлович Адоскин родился 23 ноября 1927 года в Москве.
В 1948 году окончил студию при Театре имени Моссовета под руководством Юрия Завадского. По окончании был приглашён в труппу театра.
В 1961 году перешёл в труппу театра «Современник». В 1965 году был приглашён в театр имени Ленинского комсомола, а в 1968 году вернулся в Театр имени Моссовета.
Жена — Ольга Георгиевна Тарасова (род. 1927), балерина, балетмейстер и педагог ГИТИСа, племянница актрисы Аллы Тарасовой. В браке с 1944 года и по день смерти артиста. Дочь — Мария, учительница английского языка.
Анатолий Михайлович Адоскин скончался 20 марта 2019 года в Москве на 92-м году жизни. Гражданская панихида прошла 23 марта в Театре имени Моссовета, похоронили актёра на Донском кладбище Москвы (4 участок).

## Признание и награды
- Заслуженный артист РСФСР (30 сентября 1981 года)[7]
- Народный артист Российской Федерации (9 апреля 1996 года) — за большие заслуги в области искусства[2]
- Орден Почёта (24 апреля 2008 года) — за большие заслуги в развитии отечественной культуры и искусства, многолетнюю плодотворную деятельность[8].

## Творчество

### Роли в театре
- 1942 — «Забавный случай» Карло Гольдони — Гасконь, Де ля Котри, (ввод в спектакль) — Режиссёр: Юрий Завадский
- 1944 — «Отелло» Шекспира — Родриго (ввод в спектакль)[3]
- 1945 — «Стакан воды» Е. Скриба — Маркиз-де-Торси (ввод в спектакль)
- 1945 — «Красавец-мужчина» (Олешунин, Пьер), (ввод в спектакль). Режиссёр: Ю. А. Шмыткин
- 1949 — «Девочки» В. Ф. Пановой — Валька, Постановка: И. С. Анисимовой-Вульф
- 1949 — «Мадлен Годар» А. Спешнева — Американский офицер, Режиссёры: Юрий Завадский, И. С. Анисимовой-Вульф
- 1949 — «Модная лавка» И. Крылова — служитель, Мосье Трише, Режиссёр: Ю. А. Шмыткин
- 1950 — «Студент III курса» А. Давидсона, А. Борозина — Боба Крайнов, Постановка: И. С. Анисимовой-Вульф
- 1950 — «Рассвет над Москвой» А. Сурова — школьник, 10-классник, Режиссёры: Ю. Завадский, А. Шапс
- 1951 — «Хитроумная влюбленная» Лопе де вега — Финардо, музыкант Фабьо, Режиссёры: А.Шапс, М. турчанович
- 1951 — «Честь семьи» Г. Мухтарова — Курбан, Режиссёр: Ю. А. Шмыткин
- 1952 — «Трудовой хлеб» А. Н. Островского — Павел Сергеевич Грунцов, Режиссёр: Н. К. Петрова
- 1953 — «Беспокойная должность» А. Я. Кожемякина — Николай Алексеевич Груздь, Постановка: Ю. А. Завадский, Режиссёр: Ю. А. Шмыткин
- 1954 — «Тайна чёрного озера» Е. Б. Борисовой — Старший бесенок, Режиссёр: И. А. Данкман
- 1954 — «Сомов и другие» (Миша),
- 1955 — «Наша дочь» (Петя),
- 1956 — «Второе дыхание» (Веревкин),
- 1956 — «Алпатов» (Павел),
- 1956 — «Катрин Лефевр» (Жасмэн),
- 1956 — «Трое» (Перфишка),
- 1957 — «Виндзорские насмешницы» Шекспира — Слендер
- 1958 — «Король Лир» (Освальд),
- 1959 — «Тревожная ночь» (Карпов)
- 1959 — «Миллион за улыбку» (Виталий Николаевич Карташев)
- 1960 — «Первое свидание» (Стружановский
- 1966 — «Странная миссис Сэвидж» (Сэмуэл),
- 1967 — «Шторм» (Загорецкий, Раевич, Комендант станции),
- 1968 — «Глазами клоуна» (Пастор Зоммервильд),
- 1969 — «Дальше — тишина» (Доктор),
- 1969 — «Петербургские сновидения» (Лебезятников),
- 1970 — «Была весна 16-го года» (Ганс),
- 1970 — «Спектакль-концерт» — «Ода вольности»,
- 1970 — «Эдит Пиаф» (Раймон Ассо),
- 1970 — «Несколько тревожных дней» (Старицкий),
- 1972 — «Третьего не дано» (Платонов)
- 1972 — «Поединок века» (Доктор Бюнгер)
- 1974 — «Турбаза» Э. Радзинского — Оптимист
- 1974 — «Сердце Луиджи» (Аппельгейм)
- 1975 — «Возможны варианты» (Николай Павлович),
- 1976 — «На полпути к вершине» (Викарий)
- 1976 — «Дон Карлос» (Доминго),
- 1977 — «Царская охота» (Князь Голицын, Падре Паоло),
- 1977 — «Версия» (Всеволод, Старорежимное лицо),
- 1977 — «Успех» (Математик),
- 1978 — «Передышка в Арко Ирис» (Себастьян),
- 1979 — «Братья Карамазовы» (Зосима, Прокурор, Ипполит Кириллович),
- 1981 — «Живой труп» (Адвокат)
- 1983 — «Суд над судьями» (Генрих Гейтер, Карл Вик),
- 1985 — «Проходная» (Савелий),
- 1985 — «Виноватые» А.Арбузова (Повествователь), Режиссёр: А. Мекке
- 1988 — «Кафе Превера» (Профессор),
- 1990 — «Иисус Христос — суперзвезда» — Понтий Пилат
- 1992 — «Как важно быть серьезным» (Каноник Чезюбл),
- 1993 — «Рюи Блаз» (Дон Гуритан)
- 1993 — «Белая гвардия» (Фон Шратт),
- 1993 — «Желтый ангел» Тэффи (Надежды Лохвицкой), Аркадия Аверченко, Анатолия Адоскина, Режиссёр: Андрей Житинкин (премьера 18 марта 1993)
- 1995 — «Мадам Бовари» (Оме)
- 1997 — «Милый друг» (Норбер де Варен), режиссер Андрей Житинкин
- 1997 — «Московское гнездо» (Манцев)
- 1998 — «Скандал? Скандал… Скандал!» («Школа злословия») (Ростовщик)
- 1998 — «Утешитель вдов» Д. Маротта, Б. Рандоне (Джачинто Камарота)
- 1999 — «Венецианский купец» (Принц Арагонский), режиссер Андрей Житинкин
- 2000 — «Мамаша Кураж и её дети» (Штархемберг, полковник)
- 2000 — «Вишневый сад» (Фирс, лакей),
- 2000 — «Муж, жена и любовник» (граф Любин), Режиссёр: Юрий Еремин
- 2002 — «Комики» Нила Саймона (Ол Льюис)
- 2004 — «Чайка» (Сорин),
- 2005 — «Странная история доктора Джекила и мистера Хайда» (епископ Бейсингсток)
- 2007 — «Обрученные» Алессандро Мандзони (Кардинал Федериго Борромео), Режиссёр: Виктор Шамиров
- 2011 — «Casting/Кастинг» Ю. Ерёмина (Адам Васильевич)
- 2012 — «Дон Жуан. Версия» (Дон Луис)
- «Маскарад» М. Ю. Лермонтова — Неизвестный, Дирижёр

#### «Современник»
- 1958 — «Продолжение легенды» А. В. Кузнецова
- 1960 — «Голый король» Е. Л. Шварца — учёный
- 1961 — «Четвёртый» К. М. Симонова
- 1962 — «Старшая сестра» А. М. Володина
- 1963 — «Назначение» А. М. Володина

#### Московский театр имени Ленинского комсомола
- 1963 — «До свидания, мальчики!» Б. И. Балтера и В. Токарева — Алёша Переверзев — постановка С. Л. Штейна
- 1964 — «104 страницы про любовь» Э. С. Радзинского — весёлый гражданин — постановка А. В. Эфроса
- 1965 — «Что тот солдат, что этот» Бертольта Брехта — Чарльз Ферчайлд, сержант по прозвищу Кровавый Пятирик — постановка М. Туманишвили
- 1965 — «Каждому своё» С. И. Алешина — Архивариус — постановка А. В. Эфроса, Л. К. Дурова
- 1966 — «Аттракционы» А. М. Володина — фокусник — постановка Феликса Бермана
- 1966 — «Мольер» М. А. Булгакова — Брат Верность — постановка А. В. Эфроса, Л. К. Дурова

### Роли в кино
- 1955 — Два капитана — Валя Жуков
- 1956 — Она вас любит — врач «Скорой помощи»
- 1957 — Наши соседи — Илья Андреевич Размыслович
- 1958 — Часы остановились в полночь — Бушман
- 1959 — Три рассказа Чехова (новелла «Анюта») — Клочков
- 1959 — Любовью надо дорожить — Костя, комсорг комбината
- 1960 — Весенние грозы — Зайчук, конферансье
- 1961 — Девчата — Вадим Петрович Дементьев, новый начальник-инженер
- 1961 — Человек ниоткуда — Миша, врач
- 1962 — Чёрная чайка — Антонио, филолог и поэт, командир кубинской береговой охраны
- 1963 — Выстрел в тумане — Смилкис
- 1963 — Левашов (фильм-спектакль)
- 1964 — Хотите — верьте, хотите — нет… — Степан Сергеевич Сазонов
- 1964 — Строится мост — эпизод
- 1967 — Операция «Трест» — Георгий Радкевич
- 1968 — Братья Карамазовы — судебный пристав
- 1968 — Семь стариков и одна девушка — Толик Сидоров, «старик» — неудачливый холостяк
- 1970 — Поздний ребёнок — дядя Лёня, сосед Нечаевых
- 1971 — Собака Баскервилей — доктор Мортимер
- 1972 — Преждевременный человек — Наум
- 1973 — Каждый вечер после работы — учитель астрономии
- 1973 — Сибирский дед — Рогов
- 1973 — Москва — Кассиопея — отец Паши
- 1974 — Отроки во Вселенной — отец Паши
- 1975 — У меня есть лев — Родион
- 1976 — Про дракона на балконе, про ребят и самокат — Мамонтов, писатель
- 1976 — Волны Чёрного моря — Жора Колесничук, подпольщик
- 1977 — Прыжок с крыши — Ростислав Андреевич Любешкин, талантливый учёный-теоретик
- 1978 — Дальше — тишина… (телеспектакль) — доктор
- 1978 — Человек, которому везло — Сергей Матвеев, друг, однокашник и коллега Ишутина
- 1979 — Цезарь и Клеопатра (телеспектакль) — Потин, опекун Птоломея
- 1980 — Версия (телеспектакль) — Всеволод Мейерхольд
- 1980 — Альманах сатиры и юмора
- 1981 — Ленин в Париже — агитатор-меньшевик
- 1981 — Женщины шутят всерьёз — Фёдор Федорович, учитель математики
- 1983 — Эдит Пиаф (телеспектакль)
- 1984 — Пеппи Длинныйчулок — директор кукольного театра
- 1985 — Странная история доктора Джекила и мистера Хайда — мистер Аттерсон, нотариус
- 1986 — Суд над судьями (телеспектакль) — Генрих Гейтер
- 1987 — Живой труп (телеспектакль) — адвокат
- 1987 — Виноватые (телеспектакль) — повествователь
- 1987 — Мир Рэя Бредбери (телеспектакль) — чтец
- 1988 — И свет во тьме светит (телеспектакль) — старший доктор
- 1991 — Оберег
- 1994 — Возвращение Будды
- 1998 — На ножах — важное лицо
- 1999 — Московское гнездо (телеспектакль) — Сергей Александрович Манцев
- 1999 — Послушай, не идёт ли дождь — идеолог
- 2001 — С новым счастьем! 2. Поцелуй на морозе — эпизод
- 2002 — Александр Пушкин
- 2002 — Дом дураков — Фуко
- 2002 — Комики (телеспектакль) — Ол Льюис
- 2004 — 4 — Миша, отец Олега
- 2005 — Иисус Христос-суперзвезда (телеспектакль) — Понтий Пилат
- 2006 — Палач — Филипп, дед Ольги
- 2006 — Рельсы счастья — Пал Палыч
- 2006 — Седьмое небо — дед Егора Шубина
- 2006 — Тюрьма особого назначения — отец Амвросий
- 2007 — Луна-Одесса — папа Аркадия
- 2007 — Полонез Кречинского — генерал
- 2007 — Тормозной путь (телесериал) — Ипполит Ясонович Кандидес, адвокат
- 2007 — Чайка (телеспектакль) — Пётр Николаевич Сорин
- 2008 — Ермоловы — Евсей Абрамович, коллекционер
- 2009 — Огни большого города — актёр
- 2011 — Хранимые судьбой — Василий Васильевич Огородников
- 2013 — Братья и сёстры — Покатов
- 2014 — Кураж — Сергей Владимирович

### Участие в других проектах
В 1985-1987 годах участвовал в записи радиоспектаклей по мотивам "Повестей Белкина" А. С. Пушкина под руководством режиссера Бориса Щедрина.
6 июня 1999 года, к 200-летию со дня рождения А. С. Пушкина, Анатолий Адоскин в качестве чтеца участвовал в записи аудиопроекта «Карета Пушкина» (режиссёр Максим Бысько) на Пушкинской площади города Москвы.